# 郝鹏举

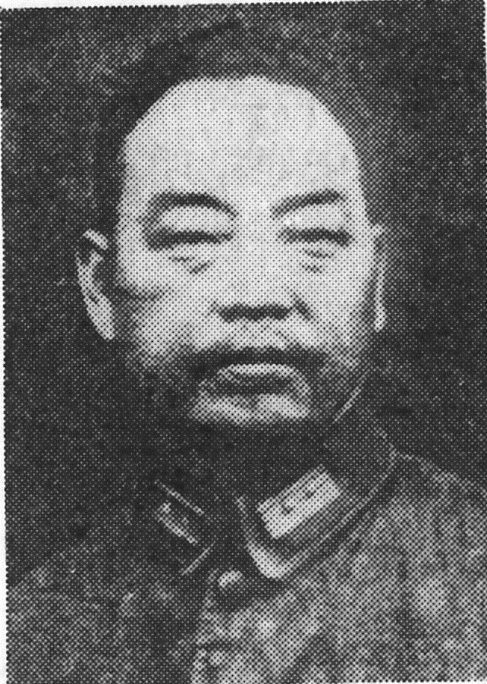
郝鹏举

郝鹏举（1903年1月29日—1947年9月），原名勉，字腾霄，男，河南阌乡县（今灵宝市）县城郝家巷人，国民革命军中将。
郝早年就读于洛阳河南省立第四师范学校，1922年5月毕业后，正逢冯玉祥调任河南督军，在开封扩充部队，把卫队改成学兵团招收青年学生。郝加入第16混成旅并改名“鹏举”，被团长梁冠英选去担任团部文书，后觉得抄抄写写没有出路要求下连当兵，在旅部“模范连”当学兵时冯治安是连长，吴化文是其密友。第16混成旅扩编为北洋陆军第11师，调入师部卫队营给冯玉祥当过传令员达2年之久。1925年1月入张家口的西北军干部学校受训，任学员第一大队长。因为长得又矮又胖，绰号“胖墩”。1925年夏与李席儒（方振武外甥）、尹心田、石友信（石友三弟弟）、陈登瀛、刘汝珍、邹桂五、李秉钧等西北军干部学校选派24人到苏联烏克蘭基辅兵种混成干部学校（加米涅夫军官学校），分入工兵科、骑科、炮科学习，郝鹏举学砲兵指挥。由于郝鹏举抵制军校的政治时事课与马克思主义基础理论课，又经常指责苏联社会制度，经苏联军事法庭审判被驱逐出境，于1927年夏回国任西北军官学校第一大队上校大队长、国民革命军第2集团军独立炮兵团团长，驻开封。1928年5月任第2集团军第2军参谋长。1929年春脱离部队，离职在郑州闲居。1930年中原大战，投靠已经归顺蒋介石的梁冠英第25路军任独立1旅旅长，旋任第25路军总部少将参谋处长，加入复兴社。后被革职，被贺衷寒推荐于1932年任豫鄂皖三省剿匪总部少将参议。1933年8月15日蒋介石任命出任彭振山第30军参谋长。1934年3月兼任该军30师副师长、代理师长。1936年春郝鹏举奉命赴合肥第25路军总部策动旅、团长推翻梁冠英，帮助蒋介石吞并肢解了梁冠英的部队。郝鹏举入陆军大学第14期旁听。

## 抗日战争时期
抗日战争爆发后，为收容400多回国的留日学生1937年10月初在南京成立“中央政治学校特别训练班”，郝鹏举担任军训总队长，1938年春在湖北江陵被中央军校特训班主任康泽解职。后随中央军校特训班西北大队前往陕西王曲，随该部改编为中央军校西安七分校，任少将总队长一职。1938年4月任胡宗南的中央战时工作干部训练第四团（干训四团）总队长。1938年秋胡宗南在信阳战役惨败，郝鹏举时任第十七军团高参，在讲评会上称胡力挽狂澜。1939年6月任胡系第27军参谋长。因为強姦部屬之妻（另说与胡系第27军炮兵团团长或某独立炮兵团营长黄埔七期李昌志之妻通奸被举报），被西安的黄埔同学会联名上书蒋介石要求严惩郝鹏举，胡宗南保护性拘留一年未移送重庆。1940年，郝买通看守连长越狱成功（【胡宗南 日記】-1941/1/20：「午後二時回西安，約見劉味書、蕭作霖、馬漢三、郝鵬舉、文于一。文于一派分校副總隊長，郝鵬舉派赴包頭策動偽軍反正。」），投奔傅作义任暂编第五军副军长兼民众动员总指挥。1941年2月投靠在汪精卫政权任职的缪斌，在其推荐下得到重用。据胡宗南总部参谋处作战科科长毕书文上校回忆，郝鹏举因生活作风问题被羁押半年后，蒋介石电令胡宗南组织兵力任用郝鹏举。胡回复郝鹏举已经激起胡系黄埔人士的公愤，不宜再在西安复出任用。蒋提出郝颇有才干，到沦陷区活动，很有发展余地，可策动已投敌的西北军系张岚峰、孙良诚、吴化文部，也可自由扩张实力以为策应。胡宗南遂任命郝鹏举为豫皖边区游击司令，派毕书文为其副手，抽调豫皖籍老兵数百人配电台，郝的原配夫人与子女均留在西安为质。郝、苏进入日占区后利用汪伪要员林柏生的留苏同学关系引荐，得到汪精卫重用。
郝鹏举首先策反了苏北的地方实力派——国民政府鲁苏游击副总指挥李长江，1941年7月29日任李长江为总司令的第一集团军参谋长，驻泰州。1942年6月积极参与策划了在南通、海门的清乡运动。1942年8月11日出任汪系“中央陆军将校训练团”教育长。1942年10月 任汪系军事委员会参赞武馆公署武官长。1943年9月2日任苏淮特别行政区行政长官兼保安司令，上将军衔，1943年11月25日兼任徐州绥靖公署主任。1944年1月，郝被任命为淮海省省长，驻守徐州，建立起四个师和一个独立旅的武装力量，被封为汪精卫政权第八方面军总司令兵力增至5万人。

## 国共内战时期

### 新编第六路军总司令
抗战胜利后，郝部被国民政府收编，1945年9月被任命为新编第六路军总司令并接收了日军第65师团大量装备。所部由4个军被缩编为4个师。
- 司令郝鹏举，副司令毕书文，参谋长刘伯阳（陆大十期），政治部主任韩君明
- 第一军长郝鹏举（兼）
  - 第二师师长兼徐州警备司令长张奇，成为特别党员。
- 第二军军长窦光殿。被新四军歼灭
- 第三军军长乜廷宾。在沛县曾被八路军俘虏后释放，成为特别党员。
- 第四军军长潘干臣。1945年9月新四军攻克淮阴，全歼潘干臣部。
- 第五军军长徐继泰兼新浦警备司令、海州剿共指挥官、两淮盐警总队长。军部设在新浦。1943年11月赣榆战役中，李亚藩被八路军击毙，响水口的徐继泰部在驻新浦的日本特务机关“兰公馆”的指令下转移到赣榆县青口镇，徐继泰接替李亚藩任伪第71旅旅长，杨步仁为141团团长，蒲开喜为142团团长，徐继泰大哥徐绥泰为补充团团长。一部被新四军歼灭；大部被顾祝同堂弟顾锡九的苏北第八十九军吞并。1946年后，徐继泰部控制陈家港、燕尾港、团港等地的盐场。[7]杨步仁任新编第六路军第五军师长兼新浦警备司令部副司令，1948年11月率部西逃被缴械编入黄百韬第二十五军，淮海战役后不知所终。李实甫任海州警备司令，解放前夕逃亡海外。徐继泰后又相继任两淮盐务局商巡总队总队长、国防部暂编第6纵队司令等职。1949年5月5日在上海被俘，1950年1月29日在灌云被公审镇压。

该部整编后：
- 司令长官郝鹏举
- 副参谋长范学增
- 副官长唐禹九少将
- 第一师师长乜廷宾
- 第二师师长张奇
- 第三师 师长李泽洲，副师长兼第九团团长杨布人（即王宏鸣）
- 第四师 师长曾纪瑞
- 第五师 师长李克昌
- 第六师 师长赵建勋
- 特种兵纵队司令：李铁民

但是郝由于背负着“汉奸”恶名，被党政军各势力威逼敲诈。1945年12月中旬，徐州绥署主任顾祝同兵分三路共计10个师向鲁南解放区进攻：
- 左路陈大庆的第15集团军沿津浦路北进
- 中路冯治安第33集团军从贾汪推进
- 右路郝鹏举新编第6路军从台儿庄北进

郝部当面为新四军第1纵、2纵、7纵及八路军鲁南8师、滨海9师主力，郝部处于被消灭的处境，郝认为国民政府在借刀杀人，于是开始派其政治部副主任张润三借中法大学同学关系与陈毅联系投诚。1945年12月12日八路军鲁南八师攻克滕县陈大庆第19集团军津浦前进指挥所及所部，歼灭9000人，其中俘虏7600余人。

### 台儿庄率部起义
1945年12月29日，陈毅派津浦前线指挥部参谋长宋时轮、徐州工委书记赵卓如、鲁南区党委城工部长王少庸前往郝鹏举部，与郝鹏举会谈，同意郝部过运河后驻扎的地点安排，以便郝能对顾祝同甚至蒋介石交差。31日宋时轮、赵卓如、王少庸前往乜廷宾第一师师部驻地，约见第33集团军副司令张克侠、第77军军长何基沣密探了七个小时至凌晨2时。1946年1月4日，陈毅在峄县县衙与郝鹏举见面，1月5日白天郝鹏举一行百余骑返回。陈毅立即致电华东局、华中分局，要求中央与华东局火速指示，请华东局饶漱石、黎玉、张云逸、舒同四位常委至少来两位并带朱克靖等工作人员到前方领导此工作。冯治安听到郝部不稳的风声后，派张克侠回徐州打探虚实。1月5日，中央发出在停战令下达前坚守阵地、歼灭进攻之敌的通令。1946年1月6日，中央电示：“关于郝部起义望迅速决定并执行。打下徐州恐不可能，迫冯（治安）一起来干控亦来不及。望即令郝单独起义。在郝起义后解决陈大庆部，已属很大胜利，对局势即有很大影响。”1946年1月7日，张克侠从徐州赶到台儿庄郝鹏举驻地，把在顾祝同总部看到的蒋介石下令解决掉所有伪军，惩处明星汉奸，郝部编入由第33集团军改编的第三绥靖区一事告诉了郝鹏举。1月7日当晚，张克侠、郝鹏举赴高皇庙与陈毅见面。1月8日，叶飞一纵及鲁南军区警备旅和鲁中军区地方武装一部发起攻兖（州）围泰（安）作战。1月9日，饶漱石、舒同赶到前线，即在峄县至台儿庄公路上的米庄饶漱石、陈毅、舒同约见了郝鹏举，要郝在停战令下达前起义。
郝鹏举回到马兰屯驻地后连夜召开团以上军官会议，宣布起义后建制不变、作战指挥权不变、人事权不变、薪金不变。郝于1946年1月9日发出“退出内战、拥护民主”通电，率部4个师1个特务团2万余人在台儿庄、枣庄战场起义，改编为“中国民主同盟军”，向毛泽东主席发致敬电。中共中央以及陈毅张云逸饶漱石联名回电。第三师副师长兼第九团团长杨布人（即王宏鸣）反对起义，率部脱逃，被共军大部截回，少数溃散。郝部进驻解放区莒南县休整，部队编为4个师（每师2个团）另一个特务团，两万人。
- 总司令郝鹏举
- 副总司令毕书文、李克昌（不久去了冯治安部）、李泽洲
- 参谋长刘伯阳
- 副参谋长王孝曾
- 政治部主任韩君明/刘澄
- 政治部副主任张润三
- 第一师师长乜廷宾
- 第二师师长张奇
- 第三师师长李铁民
- 第四师师长曾纪瑞
- 特种兵指挥官

山东军区暨新四军政治部联络部长（新四军秘书长）朱克靖（与郝鹏举是留苏同学）率文工团慰问演出，任驻郝部的联络部部长，下设一个办公室，两个服务性质的处。郝鹏举要求所部“官不离兵，兵不离官，总司令不离全体，全体不离总司令；弹不离枪，枪不离身，动我们一人，就全体自杀。”郝鹏举要求下，新四军派出刘述周率领的十名政工干部，刘述周任该军政治部副主任。

### “还军于国”
1946年三、四月份，解放区地方政府应郝鹏举要求为该军招募了一千多名新兵，郝把新兵中的少数中共党员秘密活埋处决。这一情况汇报后，上级指示：“我们对起义部队，要做到仁至义尽，不到万不得已，你们绝不能主动撤离，一定要坚持工作到底。”
1946年6月国共内战正式爆发，郝鹏举认为共产党大势已去，秘密与冯治安、徐继泰、吴化文联系找出路，毛人凤通过飞机洒传单《告六路军将士书》表示既往不咎。陈毅认为郝部早晚会叛变，但仍于1946年6月下旬与张云逸去该部视察做最后挽救，公开对该部军官说：“只要你们站在人民一边，我们绝不会亏待你们。如果你们不愿意，一定要走，我们会来者欢迎，去者欢送”“走的时候，请把我们的政工干部送还给我们就行了”。郝鹏举信誓旦旦表示一定忠于共产党，还向朱克靖申请入党。1946年7月，郝部从莒县移防到赣榆县徐班庄一带，并统一指挥八路军滨海警备旅和第六分区部队，应对海州国军整编第57师段霖茂。1946年8月8日，郝鹏举发表反内战通电。1946年8月20日，根据毛泽东的指示，郝部改称华中民主联军。1946年9月两淮失守，郝鹏举公开派其政治部主任刘承去徐州联络活动。1947年1月15日，郝鹏举以纪念起义一周年为由，邀请在山东的党政军领导视察，企图一网打尽，带给国府一份厚礼。诱捕计划失败后，郝鹏举于1947年1月26日在驻地徐班庄公开叛变，羁押副总司令李泽洲、一师师长乜廷宾、二师师长张奇，诱捕朱克靖，中共代表刘述周胳膊中弹逃出。郝鹏举宣布“还军于国”，加入国民革命军，连夜退入国统区移驻白塔埠，被委任为鲁南绥靖区司令长官兼第42集团军中将总司令。
- 第一师师长李铁民
- 第二师师长
- 第三师师长
- 第四师师长曾纪瑞
- 特务团

郝鹏举把朱克靖及另外2名中共联络代表（秘书王宜生、总务科长刘永春）移交海州以示归顺之诚。

### 被俘
蔣中正对其并不信任，不仅拒绝其到后方休整的要求，还令其在华东野战军正面原地驻守。新四军暨山东军区用郝部后方留守人员将朱克靖的夫人康宁（张謇的孙女）及其孩子还有几名警卫人员换回。华野本计划就势攻击郝部以吸引国军来援，但直至1947年除夕夜华东野战军第二纵队从郯城出发两天三夜秘密急行军，2月6日夜发起奇袭，解放军二纵十团主攻，十二团左翼迂回从白塔埠镇南门突入。2月7日凌晨郝部开始突围，被围攻的解放军打退。2月7日18时总攻，解放军十二团三营生俘第42集团军参谋长刘伯扬，该营七连围攻郝鹏举所在的镇东地主大院，俘虏郝鹏举。此战歼灭郝总部、第四师、特务团共计5000余人，国军未发一兵一卒救援。
郝被俘后求见陈毅，2月12日在陈毅的前线指挥部二人见面，华野司令部参谋张剑把谈话内容作了详细记录，整理成《陈毅军长赐见郝鹏举谈话记》一文，先后刊载在1947年2月24日延安《解放日报》与2月26日山东《大众日报》。2月间，陈毅写了首诗《示郝鹏举》：“教尔作人不作人，教尔不苟竟狗苟。而今俯首尔就擒，仍自教尔分人狗。”1947年2月16日，延安《解放日报》发表了《郝鹏举事件的教训》社论，指出：“人民解放军是清楚郝鹏举的历史的，郝鹏举是中国军阀中著名的反复无常的一个……但是人民解放军以与人为善的宗旨，当他由蒋介石反动营垒中宣布‘退出内战拥护民主’之际，总希望他能够回心向善，做个好人，将其军队改造成为人民的军队，为祖国人民做些好事。为此目的，并不惜长期等待其觉悟。”“可是历史证明郝鹏举这样的封建军阀是决不会回心向善的，对于这样的封建军阀，枪杆子就是他的个人私有财产，全体官兵就是他的大奴隶和小奴隶。”社论还提到了1947年1月在鲁西南战役中被晋冀鲁豫野战军俘虏的第三路军总司令、原西北军将领张岚峰，指出：“郝鹏举、张岚峰这一流军阀，日本人来了可以当伪军，人民解放军来了可以讲“民主”，蒋介石来了可以“还军于国”，但是他们只为自己的升官发财做事，为剥削人民压迫人民做事。一切从旧营垒中过来的军队，必须进行彻底的脱胎换骨的改造，实行官兵一致、军民一致、军政一致的原则。”
1947年2月12日陈毅给中共中央和华东局的电报：“郝逆今日押到，很恐怖，怕死……将来民主胜利，可在大赦中处理之。”2月20日，中央来电中指示不忙杀郝。陈毅还考虑过用郝鹏举将朱克靖等7名联络干部换回，建议在南京的董必武向国民党进行交涉。但这种设想未能实现。

### 王少庸擅自枪决
郝鹏举与李仙洲、马励武等关押在胶东昆瑜山的华东军区政治部俘管处。1947年7月间，国军大举进攻胶东半岛，上级指示把这批高级俘虏从海路送往辽东，负责处理此事的是王少庸。转移途中郝鹏举戴着脚镣不能行走，就由民夫用担架抬着走。到威海后，形势更趋紧张，搞不到大船，只能分乘几只打渔的布帆船在夜间悄悄渡海。王少庸曾亲身参加策动郝鹏举起义，对他的本质和杀害共方联络干部的行为非常痛恨。为了防止在海运途中发生意外，未经请示就决定将郝鹏举在9月威海城南大桥下的沙滩上把郝鹏举处决。陈毅批评了王少庸的错误，并在重要查问时主动检讨，承担了责任。对外发布的说法是：1947年4月，郝被鲁南区党委城工部长王少庸押送滨州途中渡小清河时趁飞机轰炸逃跑，但被押解士兵击毙。

### 余部
第42集团军余部由郝鹏举副手毕书文接替总司令职务，1947年3月中旬移防到盐城、阜宁、大丰县及通榆公路沿线集镇。1947年8月12日，苏北第十一纵队、苏中第十二纵队发起叶挺城战役，全歼驻守盐城的第42集团军第一师，俘虏该师师长李铁民少将、副师长彭定一少将、师参谋长张培五上校、集团军副参谋长韩伊明少将，团长李怀德、朱子厚、郑恕德以下3221人，另生俘还乡团、小保队、县长刘先沛以下政府官员3500余人，毙伤500余人，缴获火炮掷弹筒150门（具）、轻重机枪170余挺，长短枪3300余支，子弹30余万发，卡车32辆，汽艇3艘，电台8部。时任第十一纵队副司令员兼参谋长胡炳云回忆：“这批军用物资，直到渡江战役结束，还仍未全部消耗完。”
1947年8月25日改编为“暂编第23师”，辖第45旅、第46旅，每旅辖2个团，驻防泰兴、靖江等地。
- 师长毕书文中将，副师长曾纪瑞，师部驻黄桥镇
- 第45旅，驻泰兴，旅长曾纪瑞（兼），副旅长张奇
- 第46旅，驻靖江，旅长乜廷宾，参谋长卞超，团长崔凤鸣

1948年10月暂编第23师扩编为第一〇六军，毕书文任中将军长，在芜湖、繁昌、铜陵等地江防，为改造这支反复无常的杂牌，1948年11月1日蒋介石任命王修身为军长，毕书文调任首都卫戍总司令部中将副总司令。 
- 副军长赵威/曾纪瑞/张乃鑫
- 参谋长乔迁/谢政
- 第281师：师长顾贯云/吴剑秋/陈永灿，余部经厦门到台湾并入212师
- 第282师：第46旅改编，师长张奇。1949年2月该师渡江起义。